# Bueno (artista)
Luis Bueno, popularmente conhecido como Bueno/Bueno Caos, é um artista paulista que por meio da técnica do lambe-lambe cola em postes, paredes, tapumes ou qualquer outro tipo de superfície vertical sua série "Pelé beijoqueiro", na qual o ex-jogador aparece envolvendo um personagem diferente em seus braços e prestes a dar um beijo no rosto, tais como a Mona Lisa, Leonardo da Vinci; C3PO e Chewbacca, da franquia "Star Wars"; a super-heroína Mulher Maravilha; o pintor surrealista Salvador Dalí; os chilenos Pablo Neruda e Salvador Allende; o músico Bob Marley e o músico britânico David Bowie.

## Origens
Bueno conta que suas obras foram inspiradas em uma foto de Pelé abraçando Muhammad Ali em 1977, nos Estados Unidos.
| “ | Me apaixonei pela imagem, que trazia esse gesto de afeto e carinho de um grande símbolo do Brasil que é o Pelé. Imediatamente eu percebi que poderia reconstruir a imagem e aproveitar o gesto do beijo, substituindo o Muhammad por outras pessoas. | ” |